# Себако
Се́бако (исп. Sébaco) — город и муниципалитет на северо-западе центральной части Никарагуа, на территории департамента Матагальпа.

## Географическое положение
Расположен в западной части департамента, в 103 км от столицы страны, города Манагуа. Абсолютная высота — 476 метров над уровнем моря.

## История
29 июля 1937 года была подписана конвенция о строительстве Панамериканского шоссе (которое было проложено через Себако - что способствовало развитию поселения).
В 1985 году в Себако при содействии СССР был создан сельскохозяйственный учебный центр (в 1987 году начавший обучение первых учащихся по четырём специальностям механизации сельского хозяйства), а при содействии Болгарии здесь началось строительство овощеконсервного комплекса.

## Население
Динамика численности населения города по годам:
| 1971  | 1995   | 2000   | 2005   | 2013   |
| ----- | ------ | ------ | ------ | ------ |
| 3 200 | 16 102 | 19 153 | 22 431 | 28 235 |